# Ouégoa
Ouégoa (in canaco: Wegoa) è un comune della Nuova Caledonia nella Provincia del Nord, a 400 km dalla capitale Numea.

## Storia
Nel 1984 la cittadina sarà interessata da una guerra civile, partita da Hienghène, tra i kanak e la minoranza europea. Tale controversia verrà risolta con l'accordo di Numea.

## Economia
Di economia prettamente agricola (soprattutto di banane) e di allevamento bovino, la città gode anche di interessanti monumenti storici risalenti all'epoca coloniale come le miniere di Murat, la miniera di Fern Hill e la Maison Matthews .